# Svjetski tjedan svemira
Svjetski tjedan svemira obilježava se svake godine od 4. do 10. listopada.
Generalna skupština UN-a proglasila je Svjetski tjedan svemira 1999. godine. Provođenje Svjetskog tjedna svemira je pod vodstvom UN-ovog Komiteta za miroljubivo korištenje svemira (COPUOS) i UN-ovog Ureda za poslove svemira (UN Office for Outer Space Affairs - OOSA) smještenog u Beču, Austrija. Ovi se datumi simbolično odnose na dva značajna događaja: lansiranje prvoga satelita u povijesti čovječanstva, Sputnjika 1, koje se dogodilo 4. listopada 1957. godine te potpisivanje Povelje o miroljubivom korištenju svemira dana 10. listopada 1967. godine.

## UNISPACE III
Od početka svemirske ere potaknute lansiranjem satelita Sputnjik 1, Ujedinjeni narodi su uvidjeli važnost promicanja šire međunarodne suradnje na području svemira. Prepoznajući taj ogromni potencijal svemirske tehnologije za socioekonomski razvoj, Ujedinjeni narodi organizirali su tri jedinstvene globalne konferencije o istraživanju i miroljubivom korištenju svemira - UNISPACE konferencije - kako bi se potaknulo države i međunarodne organizacije na daljnju suradnju u miroljubivom korištenju svemira. Konferencije UNISPACE-a pružile su platformu za globalni dijalog o ključnim pitanjima vezanim za istraživanje i eksploataciju svemira koji su donijeli goleme znanstvene, ekonomske i društvene dobrobiti za čovječanstvo.
Konferencija UNISPACE III održana je 1999. godine u Beču. Na toj konferenciji je predloženo usvajanje deklaracije o proglašenju obilježavanja Svjetskog tjedna svemira u cijelom svijetu. Generalna skupština UN je na svojoj sjednici u veljači 2000. godine prihvatila 
deklaraciju(engl.) i službeno potvrdila pokroviteljstvo nad Svjetskim tjednom svemira.

## Svjetski tjedan svemira u Hrvatskoj
Svjetski tjedan svemira je sporadično i neorganizirano obilježavan u Hrvatskoj, uz zabilježena događanja u Zagrebu i Rijeci, a 2012. godine je imenovan nacionalni koordinator za obilježavanje Svjetskog tjedna svemira u Hrvatskoj od strane World Space Week Asocijacije. Prvi nacionalni koordinator je bio g. Goran Nikolašević iz Osijeka. Već 2012. godine je organizirano i u Svjetskom kalendaru registrirano 7 događanja. Broj događanja povezanih s obilježavanjem Svjetskog tjedna svemira u Hrvatskoj je brzo rastao iz godine u godinu, što dokazuje velik interes u hrvatskom društvu za ovo područje. Kako je g. Nikolašević 2013. godine prešao u World Space Week Asocijaciju na poziciju globalnog koordinatora, nacionalnu koordinaciju je preuzela prof. Nataša Bek i ostvarila značajan rast broja događanja. 2014. godine je osnovana Udruga World Space Week Hrvatska na čije čelo dolazi g. Danko Kočiš iz Đakova te preuzima i poslove nacionalnog koordinatora za Hrvatsku.
U razdoblju od 2014. do 2018., Hrvatska se nalazi u prvih 10 država u svijetu po broju organiziranih događanja povodom Svjetskog tjedna svemira.
Događanja su organizirana u obliku predavanja, radionica, promatranja noćnog neba i slično, za sve uzraste: od dječjih vrtića, osnovnih i srednjih škola i fakulteta, do javnih događanja za građanstvo.
2017. godine vođenje World Space Week Asocijacije na svjetskoj razini preuzima g. Nikolašević na funkciji izvršnog direktora Asocijacije.